# Hunger (2023)
Hunger (br: Fome de Sucesso) é um filme de drama tailandês de 2023, dirigido por Sitisiri Mongkolsiri e escrito por Kongdej Jaturanrasamee. O filme é estrelado por Chutimon Chuengcharoensukying no papel de Aoy.
Foi anunciado pela Netflix em 2022 como uma das seis produções originais tailandesas que seriam lançadas na plataforma de streaming. Estreou em abril de 2023 e recebeu críticas predominantemente positivas.
Por sua atuação, Chutimon Chuengcharoensukying venceu o prêmio de Melhor Atriz no Emmy Internacional 2024.

## Elenco
- Nopachai Chaiyanam como Chef Paul
- Chutimon Chuengcharoensukying como Aoy
- Alex Gravenstein como Tone (voz)
- Chimwemwe Miller como Paul (voz)
- Gunn Svasti Na Ayudhya como Tone
- Majid Sajadi como Food Taster
- Bhumibhat Thavornsiri como Au
- Kenneth Won como Party Guest
- Varit Leesavan como Tos

## Recepção
O filme recebeu críticas positivas, com uma classificação de 87% de aprovação no Rotten Tomatoes. O crítico do Bangkok Post, Tatat Bunnag, destacou falhas no roteiro e no diálogo, mas concluiu que "apesar de tudo, Hunger ainda vale a pena assistir, especialmente para os amantes de dramas intensos e cenários exóticos".

## Prêmios e indicações
| Ano  | Prêmio                        | Categoria    | Indicado                      | Resultado |
| 2024 | 52º International Emmy Awards | Melhor Atriz | Chutimon Chuengcharoensukying | Venceu    |